# Баррето, Луис до Рего
Луис до Рего Баррето, виконт Герас Лима (28 октября 1777, Виана-ду-Каштелу — 7 сентября 1840, Вила-Реал), более известный как генерал Луис Рего — военнослужащий и португальский колониальный администратор, отличившимся в борьбе против французского вторжения.

## Ранний период жизни
Родной сын Антонио Рего Баррето — офицера армии, адъютанта 2-го графа Бобаделы в бытность его военным губернатором в Миньо, — был официально признан его отцом в 1786 году, зачислен в 1790 году в возрасте 13 лет в пехотный полк Липпе, Лиссабонский гарнизон. Он был лейтенантом, когда французы в 1807 году вторглись в Португалию.
Когда португальская армия в начале 1808 года была реорганизована, его попросили уйти в отставку, и он вернулся в Виана-ду-Каштелу. Когда Порту восстал против сотрудничества с французскими оккупантами, Луис организовал временную правительственную хунту в Виана-ду-Каштелу, которая повысила его до майора и поручила организовать 9-й пехотный полк, гарнизон города.

## Пиренейская война
Он организовал 4-й батальон касадоров Бейры в Визеу и принял с ним участие в кампаниях 1808—1811 годов, в битве при Бусаку в 1810 году, в битве при Помбале, во время отступления армии Массены и в битве при Фуэнтес-де-Оньоро в 1811 г. Участвовал в осаде Сьюдад-Родриго и, в качестве командира 15-го пехотного полка, в осаде Бадахоса. Присутствовал в битве при Саламанке в 1812 году и битве при Витории в 1813 году. Его действия во время осады Сан-Себастьяна стали решающими: ему и его полку удалось пересечь залив, отделяющий союзную армию от крепости и взобраться на стены, сумев взять Сан-Себастьянв сентябре 1813 года.
Луис командовал 3-й португальской бригадой до 1815 года.

## Губернатор Пернамбуку
В 1817 году он был назначен губернатором Пернамбуку. Местное население ненавидело его, потому что он использовал насильственные методы для подавления восстания сепаратистов. Он использовал повешения, четвертования, расстрелы, сжигание в огне, осквернение трупов и изнасилования. Многие из казненных были невиновны. После смены правительства в Португалии в 1820 году он выполнял приказы конституционного правительства в Лиссабоне. Став жертвой попытки покушения, он вернулся в Португалию в 1821 году.

## После возвращения в Португалию
Луис до Рего был назначен конституционным правительством военным губернатором Миньо; он осуществлял подавление восстания 2-го графа Амаранте, будущего маркиза де Чавеса, которого победил в феврале 1823 года. После того, как монархическое восстание, известно как Вилафранкада, восстановило абсолютистский режим в Португалии, он был отстранен от должности и выслан в Фигейра-да-Фош, а в следующем году вышел на пенсию. Он вернулся в армию во время регентства Марии II и был произведен в генерал-лейтенанты в 1827 году.
Во время правления короля Мигеля он был арестован и бежал в Испанию, вернувшись после подписания конвенции Эворамонте — мирного договора, положившего конец гражданской войне. Назначенный членом Высшего совета военной юстиции в 1834 году, во время «Сентябризма» (периода после государственного переворота 8 сентября 1836 года) он был вновь назначен военным губернатором Миньо, а также сенатором от Виана-ду-Каштелу в течение короткого периода действия Конституции 1838 года.
27 апреля 1835 года сентябристское правительство Марии II присвоило ему звание виконта Гераз Лима.